# Mithraeum de Mérida
Le mithraeum de Mérida est un ancien sanctuaire probablement situé près de la Casa del Mitreo, sous les actuels arènes de Mérida dans la communauté d'Estrémadure en Espagne,.
Le mithraeum fait partie de l'ensemble archéologique de Mérida. Ce complexe archéologique a été déclaré bien d'intérêt culturel en 1990 et fait partie du Patrimoine mondial de l'UNESCO.

## Historique
Mérida, selon la tradition historiographique, a été fondée comme colonie romaine en l'an 25 av. J.-C. par le légat romain Publio Carisio (es) sur ordre de l'empereur Octave Auguste pour servir de retraite aux soldats vétérans (emeritus) des légions X Gemina et V Alaudae ; d'où son nom romain d'Augusta Emerita. La ville, l'une des plus importantes de toute l'Hispanie romaine, était dotée de tout le confort d'une grande ville romaine et servait de capitale de la province romaine de Lusitanie.
Un ou plusieurs sanctuaires du culte de Mithra y étaient probablement installés au regard du nombreux mobilier archéologique découvert durant les fouilles et travaux effectués sur le site d'Emerita Augusta depuis le début du XXe siècle.

## Les découvertes
Dans les deux premières décennies du XXe siècle des statues, des stèles, des fragments de pierres et des inscriptions romaines furent découvertes au cours des travaux. Les découvertes sont exposées au musée national d'Art romain de Mérida.
Certaines découvertes proviennent d'un mithraeum en fonction de leur identification mithraïque :
- Dieu à tête de lion[5], une statue en marbre d'une hauteur de 87 cm trouvée en 1902[6]
- Aiôn nu, entouré d'un serpent avec un masque de lion sur la poitrine mais un visage humain juvénile[7], une statue en marbre de 1,75 m de hauteur trouvée en 1902[8].
- Cautopatès[9], statue en marbre blanc trouvée en 1913 de 1,50 m de haut portant une inscription sur la base.

« Invicto sacrum C. Curius Avitus Acci(o) Hedychro pa(tre). Δημήτριος ἐποίει »
« Dédié aux invincibles. Caius Curius Avitus, Accius Hedychrus étant le père. Demetrius l'a faite »
- Jeune homme nu, peut-être un porteur de torche[10], une statue en marbre trouvée en 1913[11].
- Une océanide couchée[12], statue en marbre de près de 2 m de long portant une inscription sur la cuisse.

« G(aius) Acc(ius) Hedychrus p(ater) patrum »

- Mercure[13], une statue en marbre de 1,50 m de haut trouvée en 1913 et une inscription sur une lyre[14] :

« Ann(o) Col(oniae) CLXXX aram genesis Inuicti Mithrae M(arcus) Val(erius) Secundus fr(umentarius) Leg(ionis) VII Gem(inae) dono ponendam merito curauit  G(aio) Accio Hedychro patre. »
« En l'an 180 de la Colonie, Marcus Valerius Secundus, frumentaire de la Legio VII Gemina, se chargea de placer l'autel de la naissance de l'Invictus Mithra, comme offrande due, étant pater Gaius Accius Hedychrus. »
- Autel consacré par Marcus Valerius Secundus[15], en marbre grisâtre de 82 cm de hauteur portant l'inscription :

« Ann(o) Col(oniae) CLXXX aram genesis Inuicti Mithrae M(arcus) Val(erius) Secundus fr(umentarius) Leg(ionis) VII Gem(inae) dono ponendam merito curauit  G(aio) Accio Hedychro patre. »
« En l'an 180 de la Colonie, Marcus Valerius Secundus, frumentaire de la Legio VII Gemina, se chargea de placer l'autel de la naissance de l'Invictus Mithra, comme offrande due, étant pater Gaius Accius Hedychrus. »

## Galerie

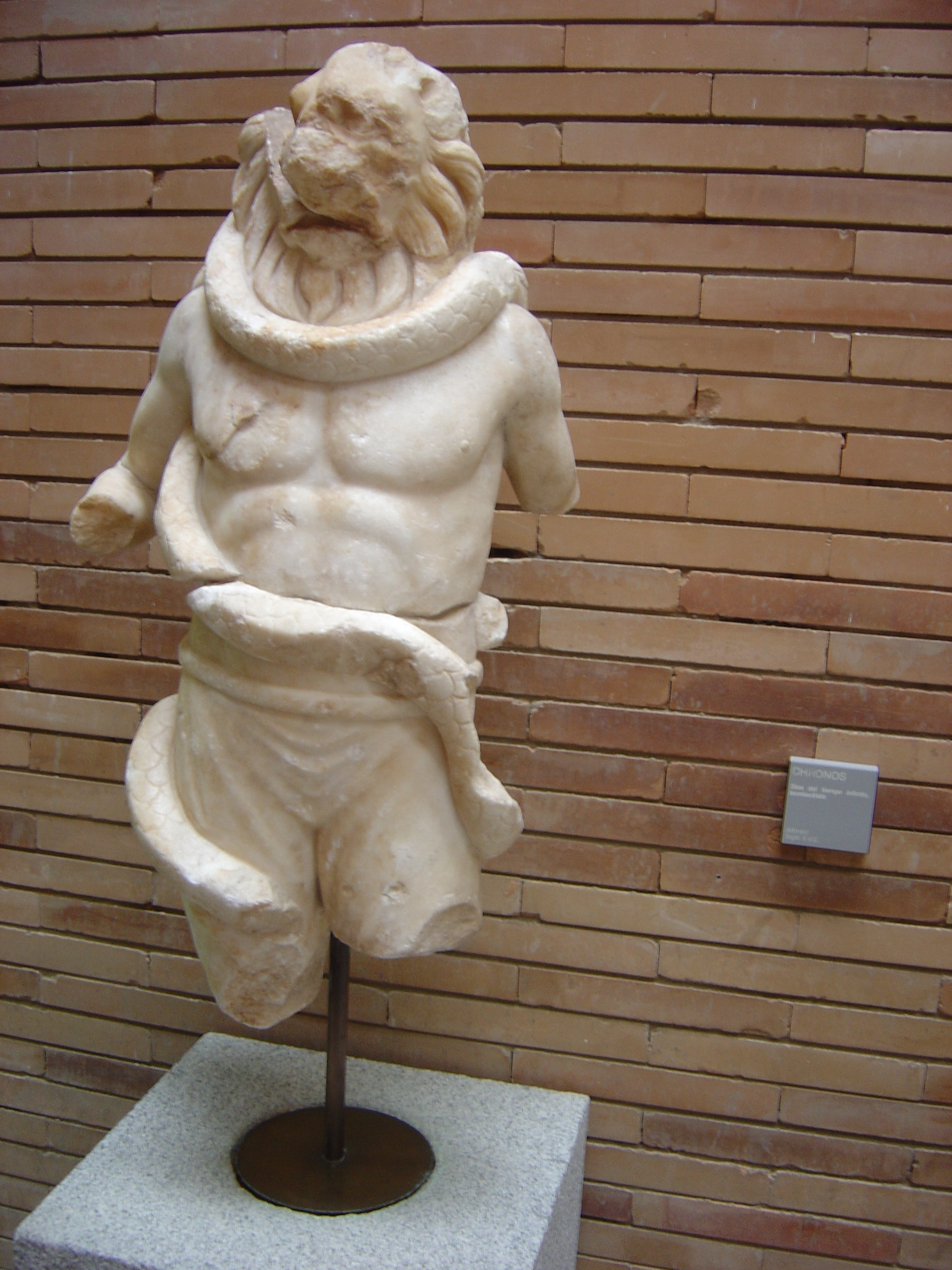
Dieu à tête de lion.
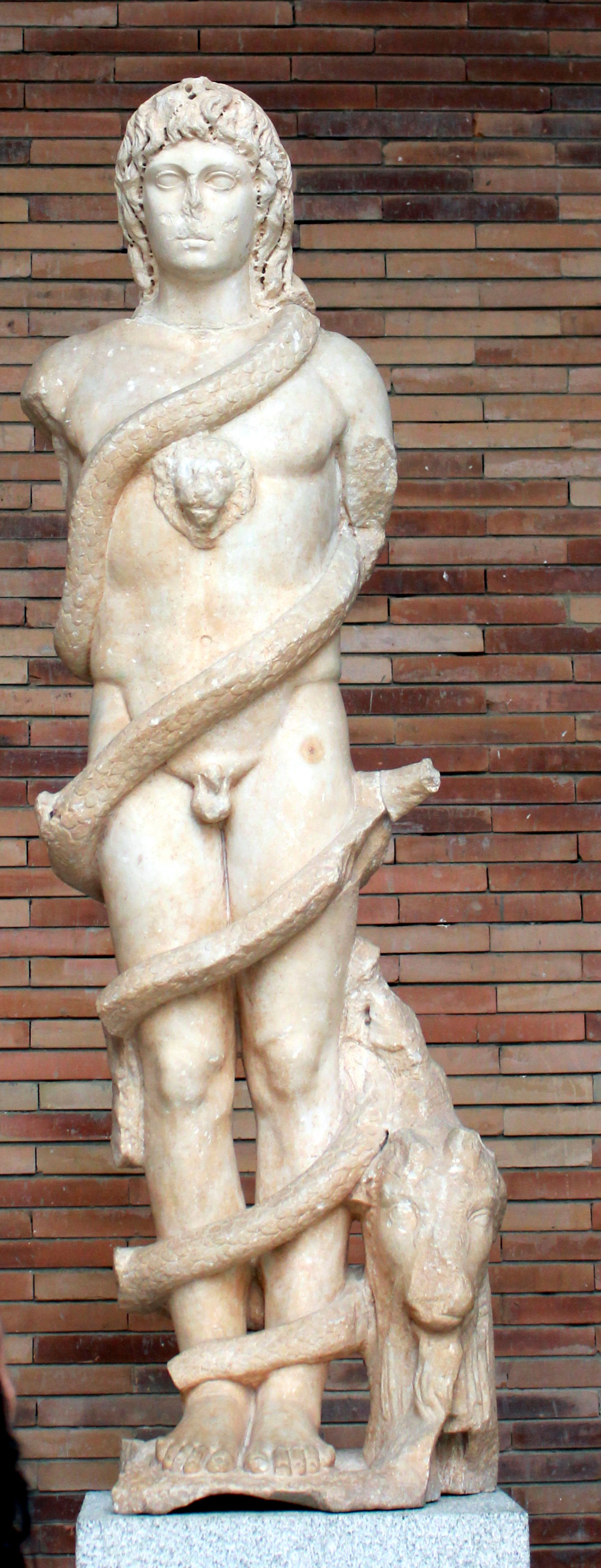
Aiôn nu.
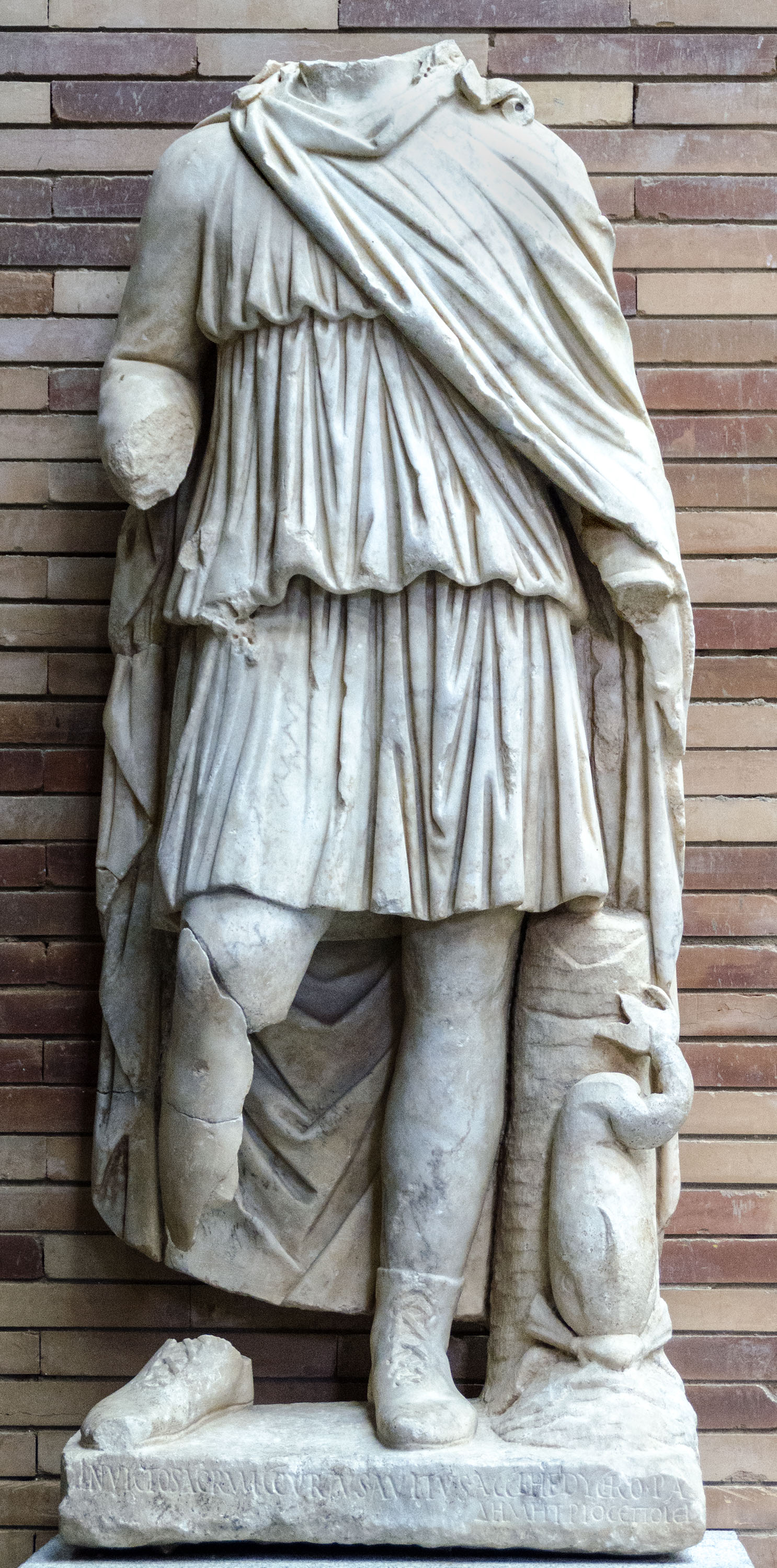
Cautopatès.
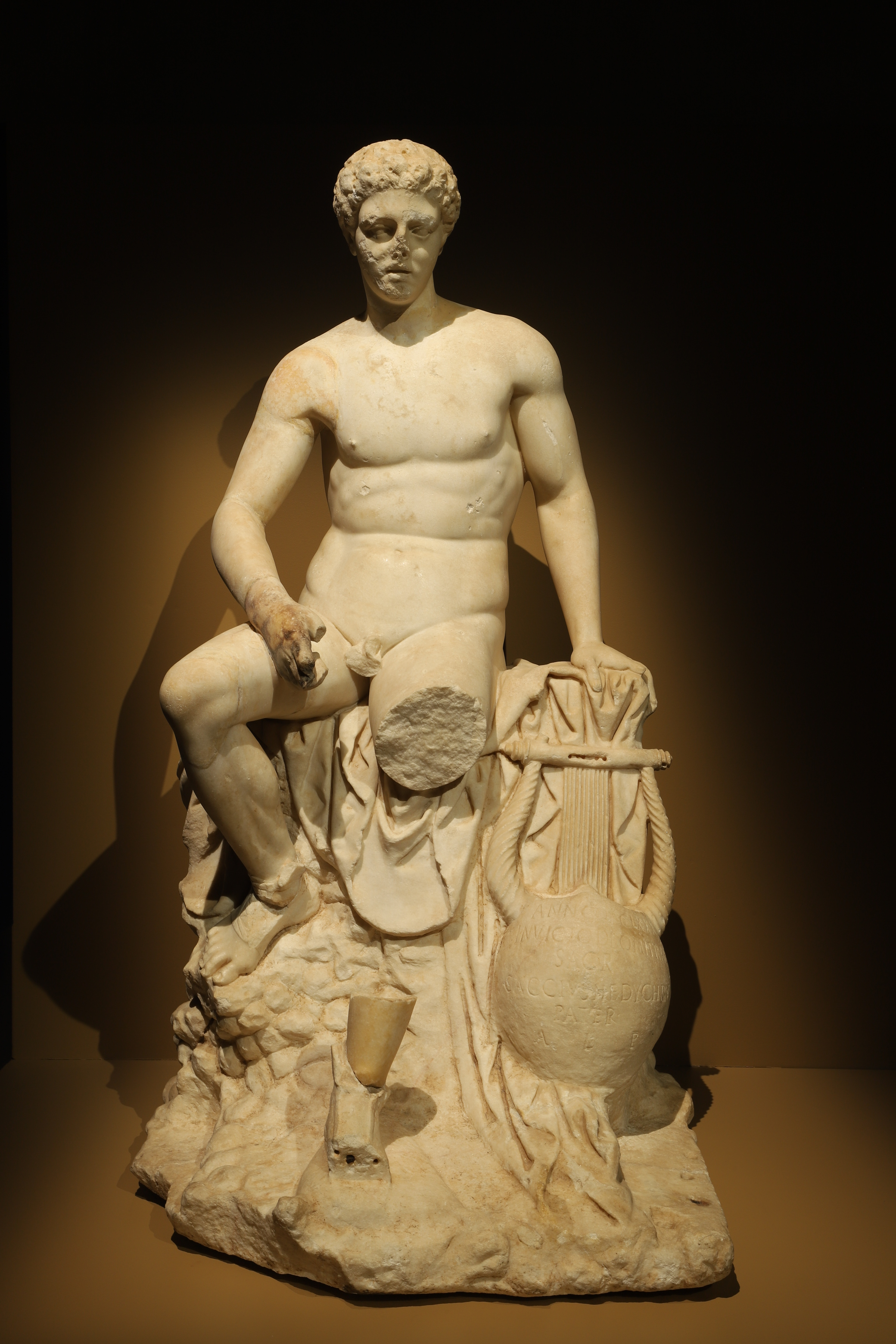
Mercure à la lyre.
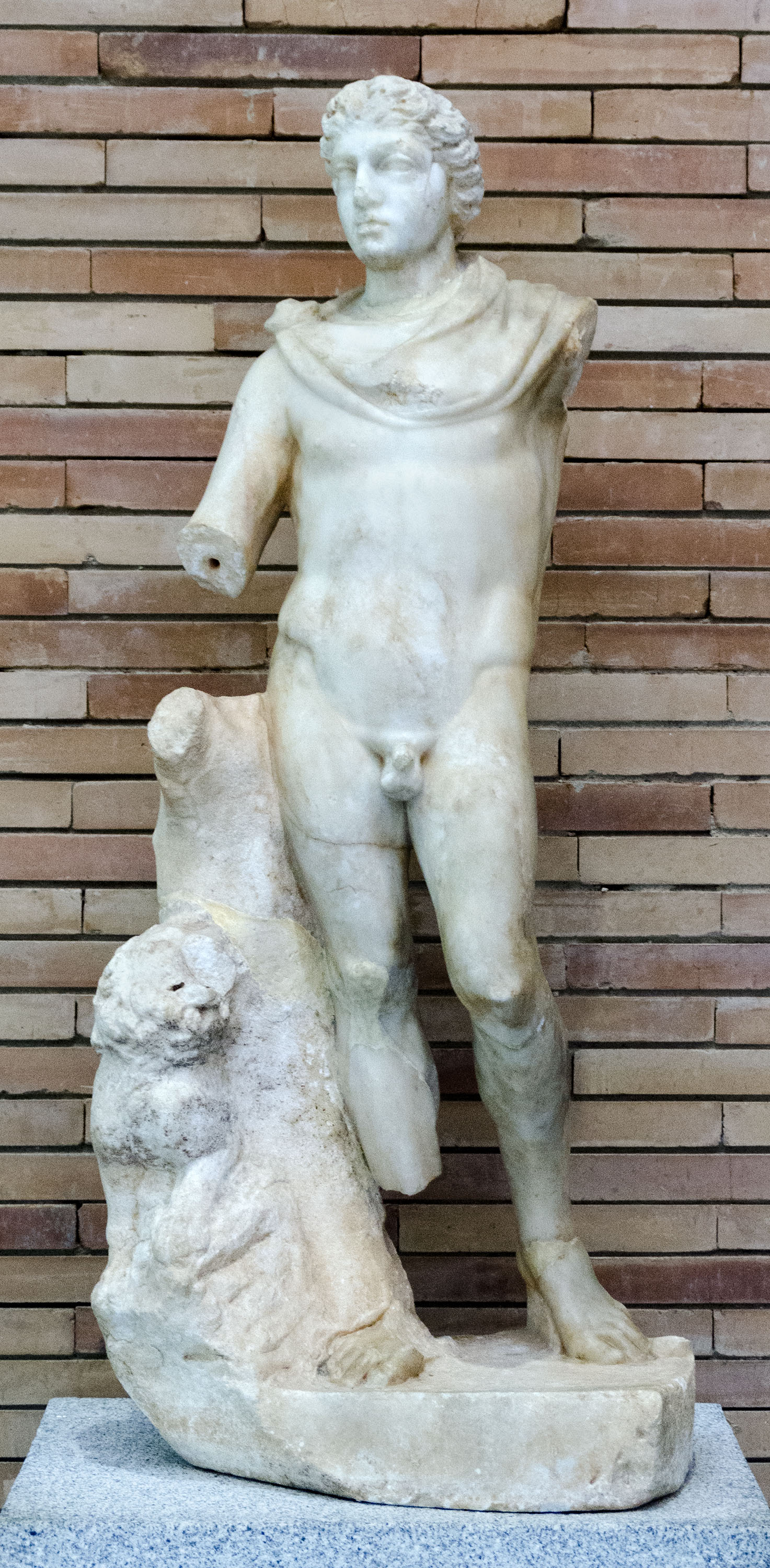
Jeune homme nu.
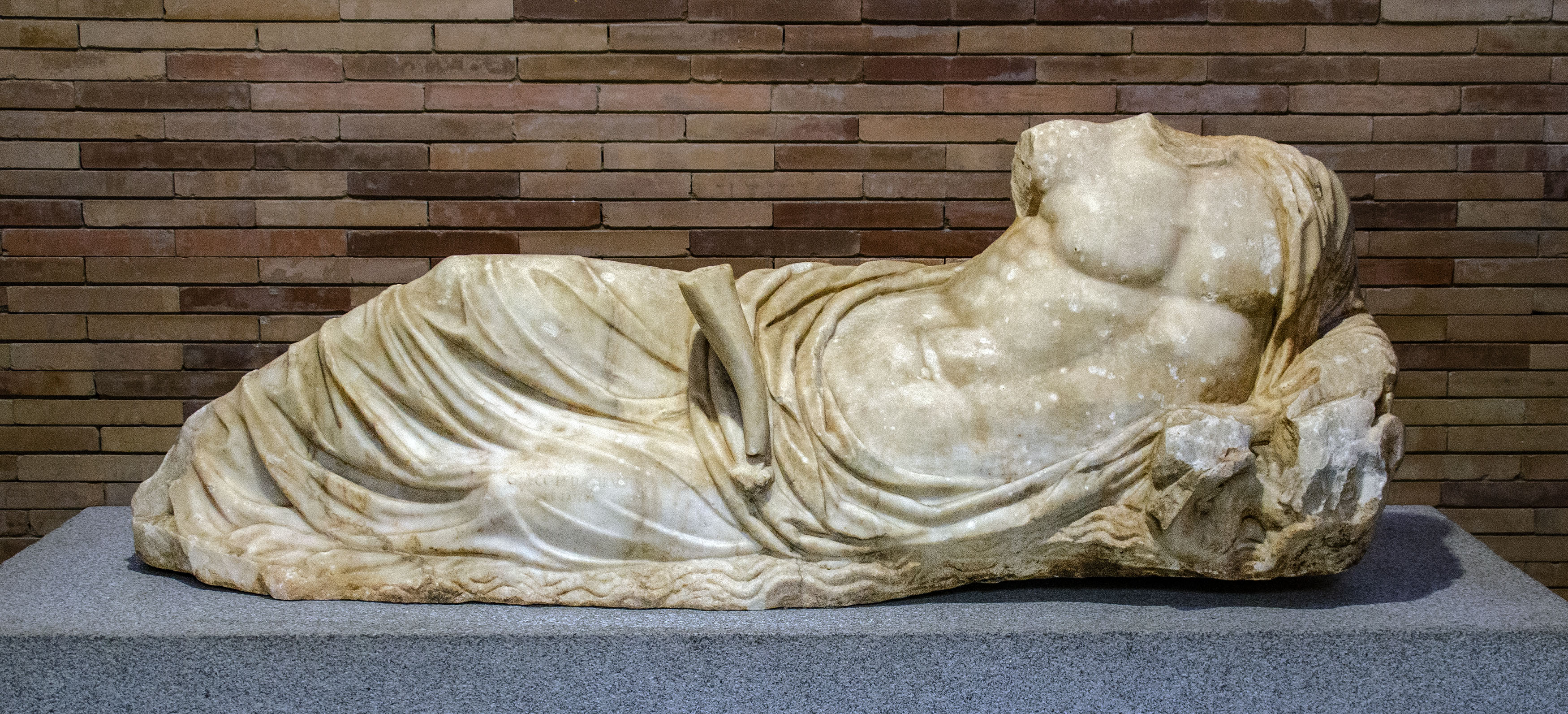
Océanide.